# Operacja Rabat

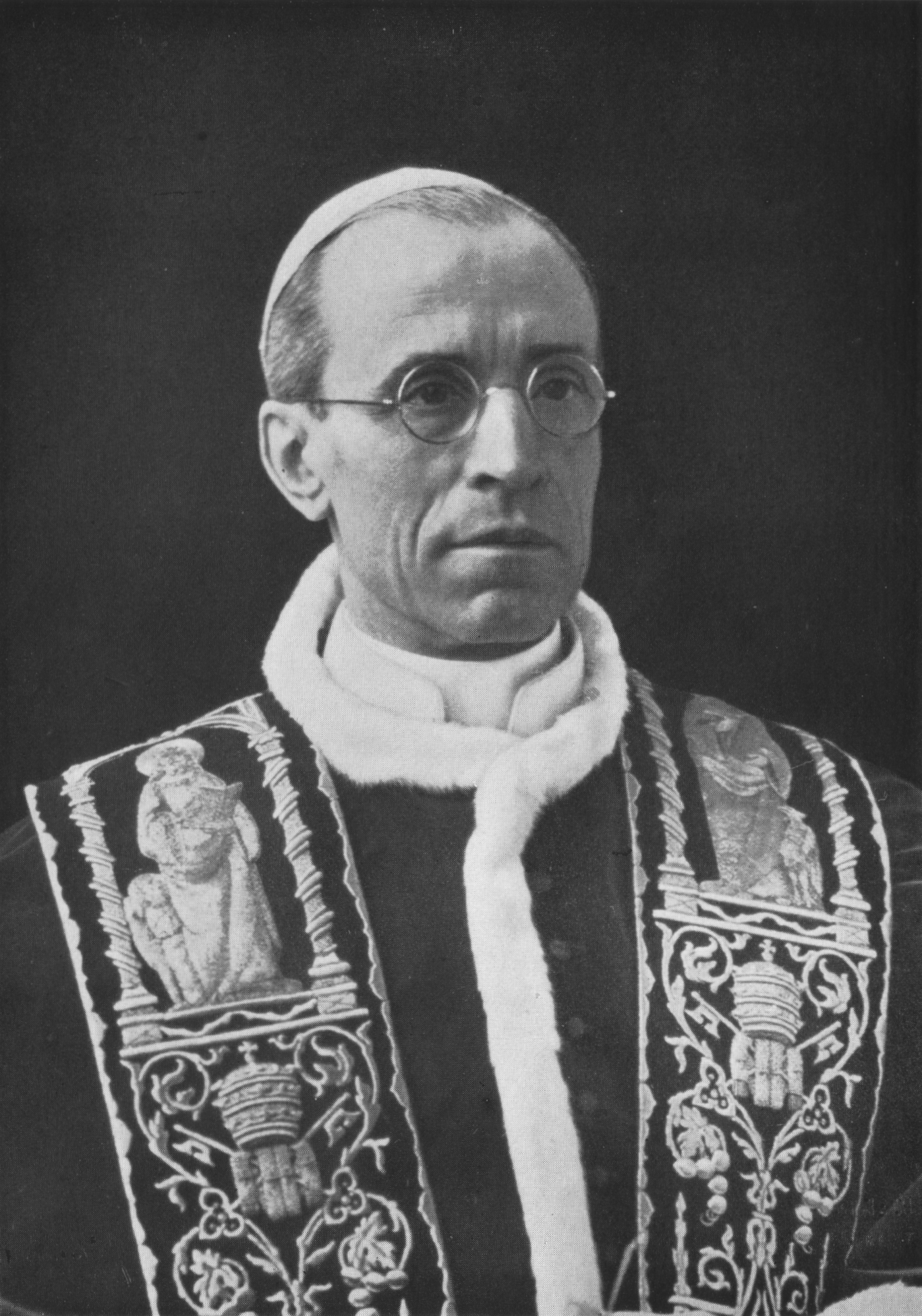
Papież Pius XII

Operacja Rabat (niem. Operation Rabat, także określenia Rabat-Fohn i Rabat-Föhn) – określenie niemieckiego planu uprowadzenia lub internowania papieża Piusa XII (sprawującego pontyfikat w latach 1939-1958) na przełomie 1943 i 1944 r.
Plan miał zostać wedle niektórych historyków i publicystów opracowany przez Adolfa Hitlera. Plan zakładać miał wkroczenie w styczniu 1944 r. 8 Dywizji Kawalerii SS „Florian Geyer”, przebranej za Włochów, do Watykanu oraz uprowadzenie papieża do zamku Lichtenstein koło Reutlingen w południowo-zachodniej części Niemiec; niektóre źródła mówią o planach zabicia papieża. Motywem opracowania planu miały być obawy nazistowskiego kierownictwa o proalianckie nastawienie Piusa XII i jego przychylność wobec Żydów, a także ukrywanie ich w katolickich klasztorach.

## Źródła informacji o planie
Informacja o przygotowywaniu takiego planu po raz pierwszy została podana wkrótce po zakończeniu II wojny światowej przez generała SS Karla Wolffa w ramach przesłuchiwania go jako świadka przed procesami norymberskimi. Szczegóły planu Wolff podał w 1972 r. na prośbę administracji Watykanu. Twierdził przy tym, że sam Hitler odstąpił od planu, obawiając się konsekwencji. W prawdziwość zeznań Wolffa część historyków powątpiewa, gdyż nie były one poparte jakimikolwiek dokumentami i częściowo sprzeczne z innymi zeznaniami. Informacje o planie były odtąd co kilka lat publikowane przez prasę w atmosferze sensacji jako rzekomo nowe odkrycia.
Pochodzącą z innego źródła informację o planie opublikowano 8 lipca 1998 r. we włoskiej gazecie „Il Giornale”. Źródłem zawierającym opis planu przeprowadzenia operacji był list zatytułowany Uśmiercenie Piusa XII wraz z całym Watykanem, napisany przez Paolo Portę, faszystowskiego lidera w Como, do Vincenzo Costy, lidera faszystowskiego w Mediolanie. Z listu wynikało, jakoby Adolf Hitler planował wówczas zamordowanie papieża i kardynałów przebywających w Watykanie. Porta utrzymywał, że o planie dowiedział się od wysokiego przedstawiciela SS. Wedle tych informacji w grudniu 1943 r. Hitler zapoznał Heinricha Himmlera i Heinricha Müllera z planem zakładającym zabójstwo papieża. W liście Porta pisał również, że SS planowało przebrać się we włoskie mundury i używając włoskiej broni, wkroczyć do Watykanu w nocy. Plan zakładał także użycie oddziałów 1 Dywizji Pancerno-Spadochronowej Hermann Göring, które miałyby eliminować partyzantów. Gdyby papież jednak nie umarł, miał zostać wywieziony do Niemiec pod pretekstem uratowania go. Wedle informacji „Il Giornale” Porta nie wiedział, czy plan, który miał być wykonany w styczniu 1944 r., został „definitywnie odłożony na bok”, ale nie miał wątpliwości, że plan Rabat-Fohn miał być opracowany w odwecie za obronę Żydów przez Piusa XII, jego protesty i podnoszenie głosu na rzecz uciskanych. List ten został odnaleziony w archiwach archidiecezji mediolańskiej 26 września 1944 r. przez profesor Annę Lisę Carlotti z notką, że ma być przechowywany w największej tajemnicy.